# 破四旧

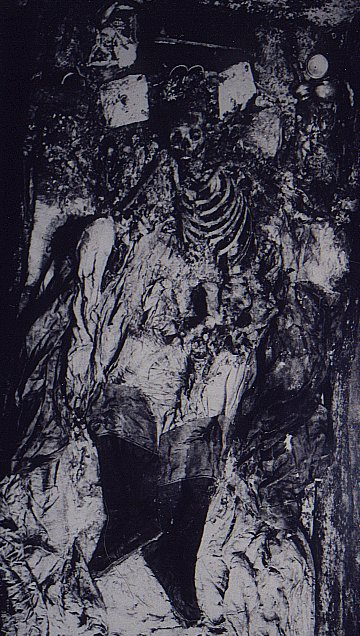
1958年，明神宗遺骸被考古隊開棺時的樣貌。1966年8月，北京红卫兵以「打倒地主階級總頭子」為由，將明神宗與陪葬的兩位皇后骸骨移至定陵外焚燬。此事間接導致後來的中國考古界立下「不主動挖掘帝王陵墓」的規定

破四旧是指中华人民共和国文化大革命初期，以大、中学生红卫兵为主力进行的以“破除旧思想、旧文化、旧风俗、旧习惯”的社会运动。1966年北京的“红八月”期间，“破四旧”运动逐渐升级，翌年才被叫停。受中国共产党發佈的《十六条》和当时宣传的影响，并在毛泽东接见红卫兵、林彪讲话等的鼓动下，破四旧运动席卷中国大陆。与“破四旧”相对应的是“立四新”，意指“树立新思想、新文化、新风俗、新习惯”。
破四旧运动最初的重点在破除某些旧的文化传统和习俗，如更改商店、街道的名称，禁止某些服装和头发式样等等，但是期間也被保守派蓄意利用並發展成破坏文物古迹、打人、抄家，甚至将地主、富农、反革命、坏分子、右派“五类分子”驱逐回原籍等的暴力行动，造成巨大的社会混乱和血腥的“红色恐怖”，损毁了大量文物古迹以及古书、古董、字画等。而實際上中央文革也下發了《關於無產階級文化大革命中保護文物圖書的幾點意見》制止這些現象。

## 「四舊」釋義

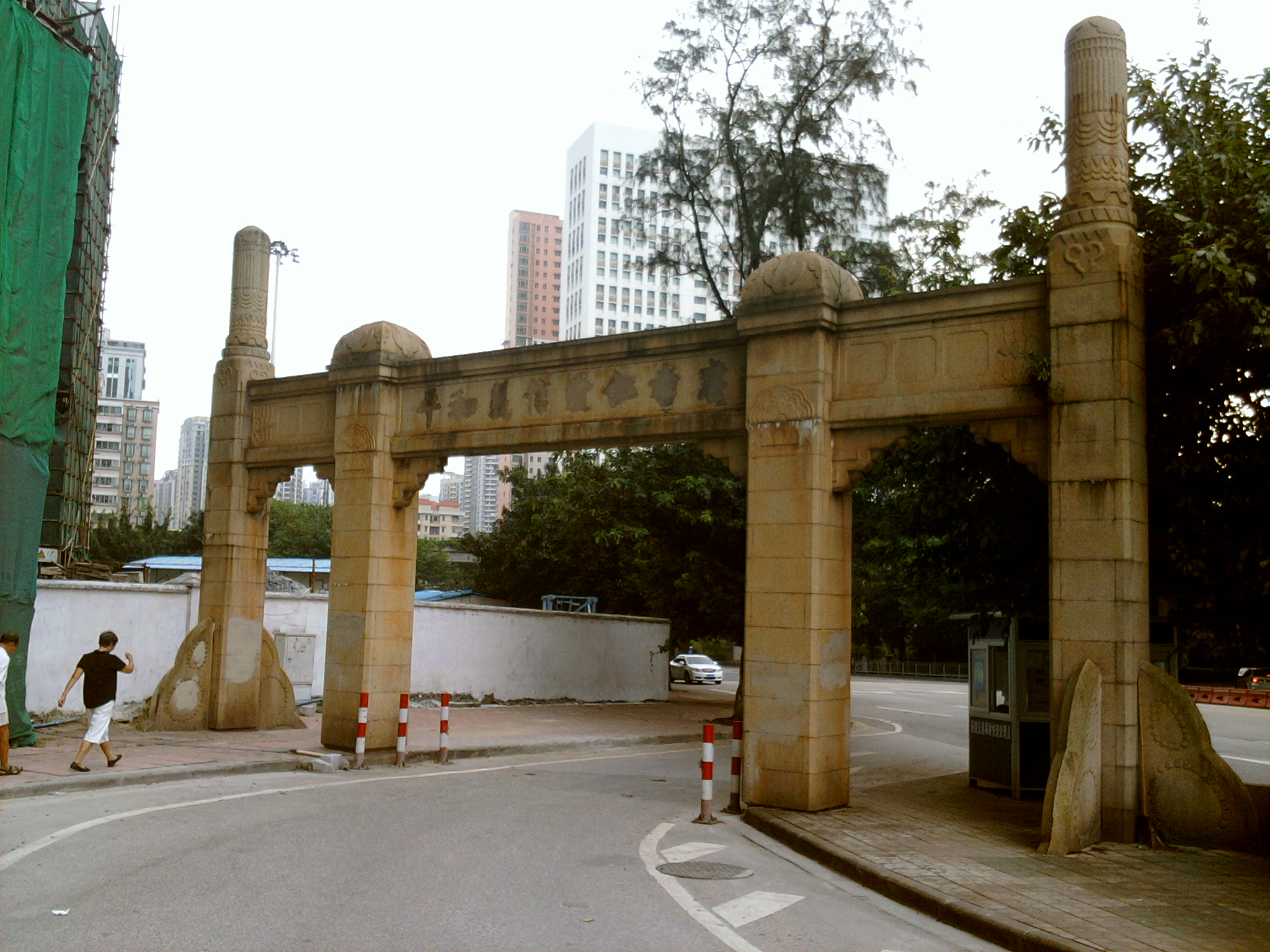
文革時期的中共並不認同「四維八德」，故而後者在此期間亦被認為需「破四舊」而加以毀壞。圖為中山大学原西門牌坊背面的「八德」字樣被水泥破壞後的痕跡。牌坊由國立中大首任校長鄒魯題字。

「四旧」意指“旧思想、旧文化、旧风俗、旧习惯”的合称、统称，含贬义，1966年6月1日《人民日报》社论《横扫一切牛鬼蛇神》第一次明确提出，此后1966年8月8日为中央八届十一中全会通过的另一个纲领性文件《中国共产党中央委员会关于无产阶级文化大革命的决定》（簡稱《十六条》）所肯定，而林彪于8月12日在中共八届十一中全会闭幕式上再次提道“破四旧、立四新”。
在无产阶级、共产主义、社会主义运动产生以前的漫长历史阶段里，所有先人创造、社会形态遗留下来的文化财富，尤其是所谓“资产阶级”的思想和风俗习惯，在文革意识形态看来，都是旧的、腐朽的、反动的，必须与之彻底决裂，清除干净。

### 旧思想
在这样一套思想观念的观照下，旧思想，是历史上从孔子、老庄等先秦诸子，经董仲舒、韩愈、朱熹，到王阳明、曾国藩、胡适、刘少奇等所有封建主义、资产阶级代表人物的思想，既指他们的著作，也指在他们影响下的其他作品。

### 旧文化
旧文化，指旧时代的礼仪制度、文学艺术、教育思想和实践等精神现象，既有成文的，也有不成文的遗存。它包含的内容比旧思想的范围更广。

### 旧风俗
旧风俗，指历史上人们日常生活中代代传承、相延成俗、层叠积累的时尚（包括衣食住行、年节、婚丧、娱乐）、礼节、习惯，即旧文化的世俗表现。属于一种亚文化。

### 旧习惯
旧习惯，历史上、现实中长期生活形成的行为模式、倾向、风气，也包括从旧思想、旧文化、旧习惯派生出来的心理定式。与前三者相比，更加处在表象外层。

## 历史

### 运动肇始

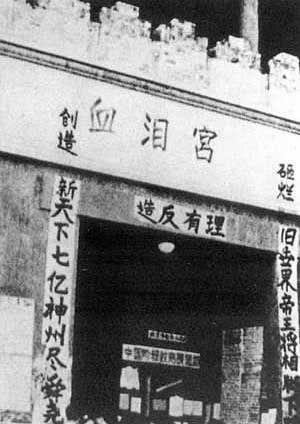
文革期间，北京故宫神武门上的大理石门匾被一张写有“血泪宫”的大纸盖住。

1966年6月1日，《人民日报》发表社论《横扫一切牛鬼蛇神》，提出“无产阶级文化革命，是要彻底破除几千年来一切剥削阶级所造成的毒害人民的旧思想、旧文化、旧风俗、旧习惯”的口号。8月8日，《十六条》又明确规定“破四旧”、“立四新”是文革的重要目标。1966年8月17日夜，北京市第二中学的红卫兵拟就了大字报《最后通牒——向旧世界宣战》，宣布要“砸烂一切旧思想、旧文化、旧风俗、旧习惯”；他们形成了一个初稿，有关领导同意用《中国青年报》的印刷厂把他们的传单铅印出来，向全市散发。8月18日，毛泽东在天安门第一次接见红卫兵之后，首都北京的红卫兵开始走上街头“破四旧”。
“红八月”期间，红卫兵把基于共产主义意识形态政治正确的思想文化上的破旧立新，简单化为对所谓“旧思想、旧文化、旧风俗、旧习惯”的一系列物化形态的破坏行动，爆发所谓的“改名潮”。一时间，给街道、工厂、公社、老字号商店、学校改名，剪小裤腿、飞机头、火箭鞋，揪鬥学者、文学家、艺术家、科学家等“资产阶级反动学术权威”等暴力行为成风。譬如，红卫兵认为“北京是社会主义中国的首都，是无产阶级革命的中心，大街上怎能容忍帝国主义、封建主义和资产阶级留下的臭名字！”于是把苏联大使馆门前的“扬威路”改为“反修路”，把近代史上曾经不准中国人通行的使馆区的“东交民巷”改为“反帝路”，将“佟麟阁路”改为“四新路”，等等。
当时的新华社对此进行了连续、正面的歌颂性报道。例如，《人民日报》的社论《好得很！》（1966年8月23日）指出：“许多地方的名称、商店的字号，服务行业的不少陈规陋习，仍然散发着封建主义、资本主义的腐朽气息，毒化着人们的灵魂。广大革命群众，对这些实在不能再容忍了！”“千千万万‘红卫兵’举起了铁扫帚，在短短几天之内，就把这些代表着剥削阶级思想的许多名称和风俗习惯，来了个大扫除。”
依据原全国人大常务副委员长吴德（时任北京市委第二书记、北京市代市长）回忆，“破四旧”期间，毛泽东曾让他去汇报“破四旧”的情况，当时林彪等人也在场。毛泽东说道：“北京几个朝代的遗老没人动过，这次‘破四旧’动了，这样也好。”林彪则说：“这是个伟大的运动，只要掌握一条，不要打死人。”

### 破旧立新

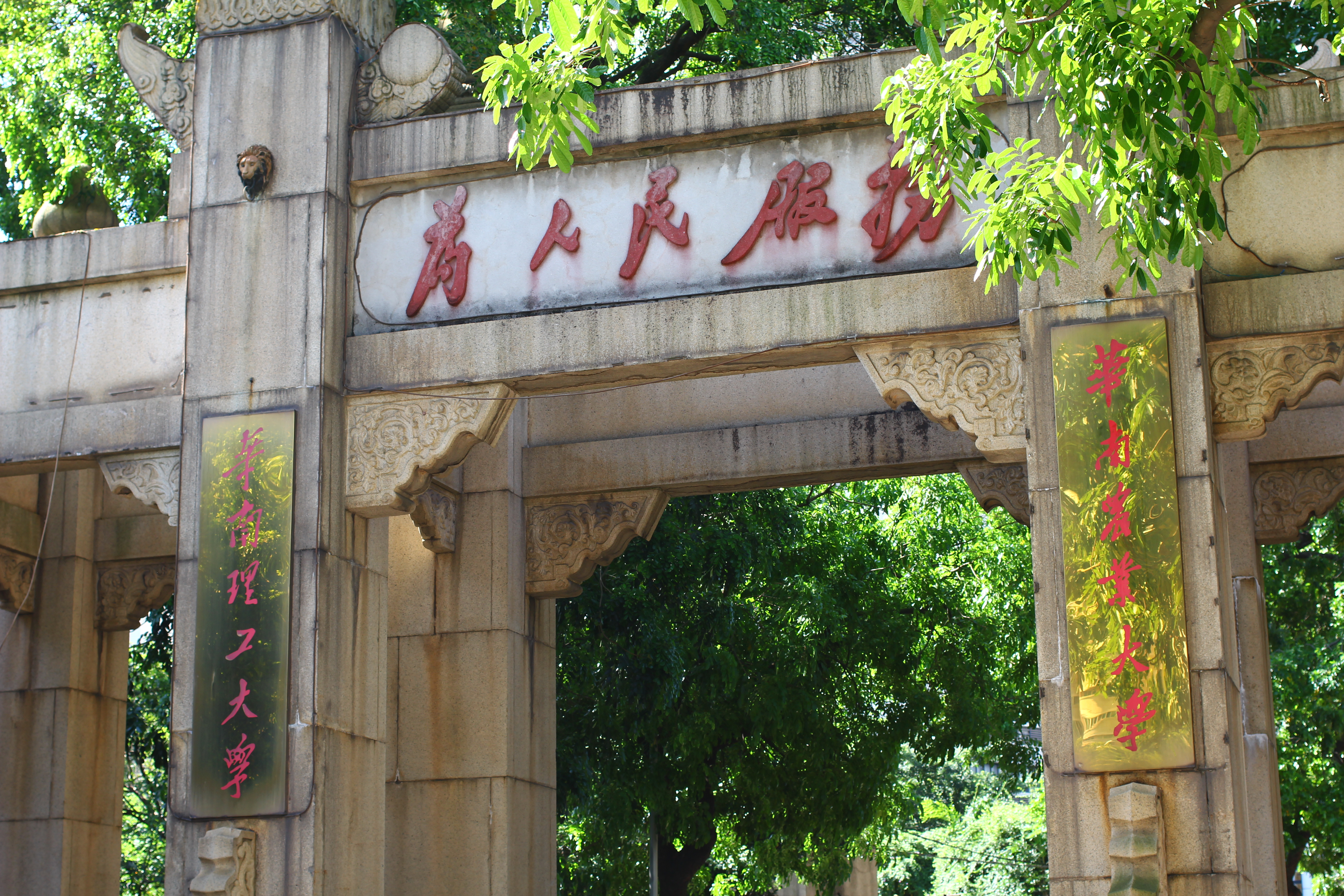
國立中大正門牌坊，首任校長鄒魯題寫的「國立中山大學」曾在文革時被毀，變成毛澤東的「為人民服務」。

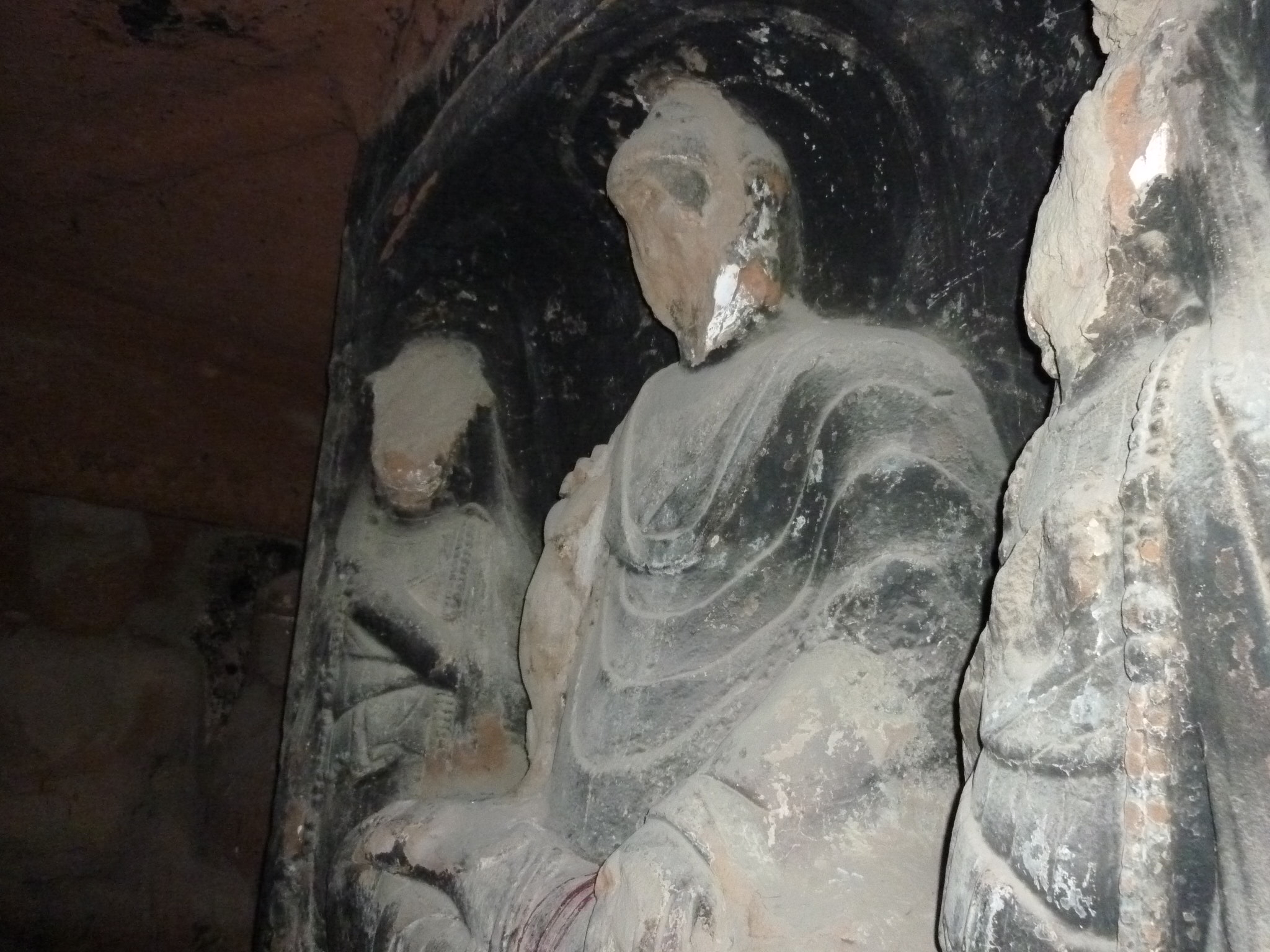
脸部被破坏的佛像

依据研究人员整理归类，红卫兵的“破旧立新”主张包括：1. 对市民生活方式，包括流行时尚的革命化、政治化要求；2. 要求商店、街道、学校改名，使之带有革命的含义；3. 要求以各种形式宣传毛泽东和毛泽东思想；4. 要求在经济领域彻底消灭资本主义或者个体经济的残余，反对物质刺激，等等。其中，红卫兵涉及国家政治体制方面的要求不多，但勒令民主党派解散。
北京“毛泽东主义学校（原26中）红卫兵（卫旗）”于1966年9月1日整理的《破旧立新一百例》，汇集了100条红卫兵对“破旧立新”的要求，比如：
- 第1例：由居民委员会负责，每条街道都要设立语录板。家家户户都要挂主席像和毛主席语录。
- 第13例：旧国歌一定要由工农兵改成歌颂党和毛主席的内容，铲除田汉的这株大毒草。
- 第16例：信封、邮票一律不许印资产阶级的东西，如猫、狗，美术等之类的东西，一定要突出政治，每个信封要印上毛主席语录或英雄人物的豪言壮语。
- 第19例：商店橱窗不能被那些乱七八糟的香水香精所统治，要布置朴素大方，突出毛泽东主义。
- 第23例：我国建国已经十七年了，但是，那些解放前喝人民鲜血的压迫人民的资产阶级老王八蛋们，仍然拿着定息股息过寄生虫生活。我们警告你们，立即停止拿定息股息，只许老实改造你们的混蛋思想，不许你们剥削人民。
- 第25例：在无产阶级社会中，根本不准私营存在，我们建议把大街上一切公私合营字样都改成国营，把公私合营企业改成国营企业。
- 第27例：一切服务行业不许你们为资产阶级服务，服装店坚决不许做瘦腿裤、港式服装、怪衣裙、怪服装，一切服务行业的革命同志要严格遵守。
- 第28例：凡是不为广大工农兵服务的日用品，如香水、雪花膏、化妆品等一些反应资产阶级腐化生活的物品应立即停止出售，商品商标图案必须改革。
- 第29例：照相馆要为广大工农兵服务，取消照歪脖像，各种怪象，橱窗应摆出工农兵朴素大方的相片。
- 第30例：停止生产扑克牌、军棋等宣传资产阶级思想的一切东西。
- 第36例：儿童要唱革命歌曲，那些猫狗之类的坏歌谣再也不能缭绕在社会主义国家的上空。在我们伟大的社会主义国家里，绝不许任何人玩赌博游戏。
- 第37例：一律不许资产阶级王八蛋雇佣保姆，谁胆敢违抗，再骑在劳动人民头上，要严加惩办。
- 第39例：各医院要面向工农兵，必须改革原先的旧制度，取消挂号制度。
- 第42例：家长一律不许用资产阶级思想教育孩子，废除封建家长制，不许打骂孩子，如不是亲生子不许虐待，一律用毛泽东思想教育孩子。
- 第43例：一律不许养蛐蛐、斗蛐蛐，养鱼、养猫、养狗，这些资产阶级的习惯不能在中国人民中间存在。
- 第51例：不许资产阶级王八蛋占有大量房屋。以三人一间为限，多余房间一律交房管局处理， 免得我们动手。
- 第67例：禁止一切牛鬼蛇神（旧官僚、地主、资本家、坏分子等）在公园及一切地方教武术、 教拳，教气功。
- 第69例：命令35岁以下者立即戒酒戒烟，绝不能培养这种坏习气。
- 第73例：结婚不许要彩礼，不得铺张浪费，要提倡新风俗，新习惯。
- 第74例：禁止戴手镯、耳环、长命锁等封建的东西。
- 第77例：走亲戚，串门、买点心、水果的旧社会遗留下来的东西，一律废除。
- 第100例：提倡简化字，以后各报纸刊物标题一律用简化字。

### 破壞升級

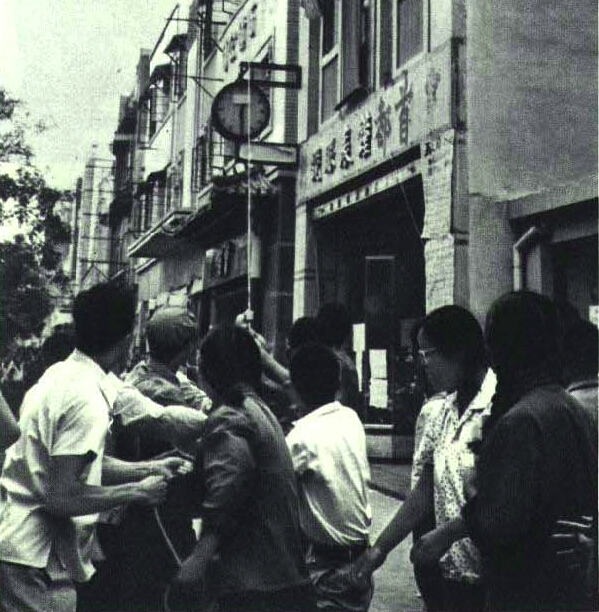
1966年，北京红卫兵砸毁手表商“亨得利”的牌子，“革命职工们”还将该店改名为“首都钟表店”，受到《人民日报》的点名表扬。

破四旧運動最初重點在破除某些舊的文化傳統和習俗，如更改商店、街道的名稱，禁止某些服裝和頭髮式樣等等。但是在短时间内，破四旧运动就被保守派蓄意利用並發展出大範圍的破壞文物古蹟、打人、抄家、驅逐地主、富農、反革命、壞分子、右派「五類分子」回原籍等暴力行動，造成巨大的社會混亂和血腥的「紅色恐怖」。
自北京1966年“红八月”起，这股潮流迅速涌向全国，各地红卫兵竞相效仿：冲击寺院、古迹（譬如山东曲阜孔庙、孔林和孔府），捣毁神佛塑像、牌坊石碑，查抄、焚烧藏书、名家字画，取消剪指甲、美容、摩面、洁齿等服务项目，停止销售具有“资产阶级生活方式”色彩的化妆品、仿古工艺品、花发卡等商品，砸毁大量文物古迹，烧戏装、道具，勒令政协、民主党派解散，抓人、揪鬥、抄家，从城市赶走牛鬼蛇神，禁止信徒宗教生活，强迫僧尼还俗。甚至打擂台似的相互竞赛，看谁的花样翻新出彩。一时间，基本没有受保护的文化遗产，基本没有受保护的私人财产和私生活领域，基本没有受保护的人身自由（连老人的胡子都当成四旧来革除）。

### 群众反抗
红卫兵对服装款式和头发式样的限令起初还能获得一些群众的响应，而红卫兵为实行他们的禁令，上街督促、检查，强行剪掉“奇装异服”，挨户到居民家要求清理“四旧”，要商店停止销售或销毁“四旧”商品，烧毁“坏”图书的举动，则很快引起了群众的不满和恐慌。这些活动在一些地方引起了自发的反抗，工人、农民、军人与红卫兵发生冲突。
与此同时，1966年8月22日，毛泽东、中共中央批准并转发了公安部的报告《严禁出动警察镇压革命学生运动》，其中规定“不准以任何借口，出动警察干涉、镇压革命学生运动”、“重申警察一律不得进入学校”、“重申除了确有证据的杀人、放火、放毒、破坏、盗窃国家机密等现行反革命分子，应当依法处理外，运动中一律不逮捕人”。8月23日，毛泽东在中央工作会议上讲话，反对干涉学生文革、支持红卫兵运动。

### 降溫结束
1966年8月底，中共中央感到暴力问题的严重性，发表社论，由领导人出面劝说红卫兵，或者通过一部分红卫兵发布文告宣传中央的政策，制止打人等暴力行为。林彪在8月31日群众大会上都提道：“我们一定要按照毛主席的教导，要用文斗，不用武斗。不要动手打人。... 武斗只能触及皮肉，文斗才能触其灵魂。只有文斗，进行充分揭露，深刻批判，才能彻底暴露他们的反革命面貌，把他们最大限度地孤立起来，鬥臭，鬥垮，鬥倒。” 9月5日《人民日报》发表社论《用文斗，不用武斗》，破四旧运动中迅速升级的严重暴力行为在9月初开始受到抑制，至9月下旬全国范围内的暴力行为逐渐平息。与此同时，中央文革小组于9月5日发出一份内部“简报”，标题是《把旧世界打得落花流水——红卫兵半个月来战果累累》，记录从8月下旬到9月初，北京已经有上千人被打死，而这份“简报”将此视为文革“累累战果”的一部分。
1967年3月20日，中共中央内部转发《关于在文化大革命运动中处理红卫兵抄家物资的几项规定》，要求红卫兵查抄的黑五类或其他不法分子的财物，除日常生活品退给本人，其它一律上交，且相关黑五类和不法分子“不准借查抄财务的机会，喊冤叫屈，反攻倒算，违者必须严加惩办”。此后，1967年5月14日，中共中央下发《关于无产阶级文化大革命中保护文物图书的几点意见》，要求各地国家权力机关保护文物。
1968年12月22日，《人民日报》文章引述了毛泽东指示：“知识青年到农村去，接受贫下中农的再教育，很有必要。” 随后，上山下乡运动开始，红卫兵运动逐渐停止，破四旧的种种行为也逐之渐渐消失。文革中后期仍有“破四旧”的提法，观念上的意识形态批判还延续、伸展着，但激烈程度无法和1966年那样相比。

## 影响

### 人道灾难
依据1980年官方数据，在1966年北京“红八月”期间，北京市共有1,772人被红卫兵打死，另有至少33,695户被抄家、85,196个家庭被驱逐出北京。另有学者指出，根据1985年11月5日北京市核查工作会议的工作报告，红八月期间的实际死亡数为10,275人 ，另有92,000户被抄家、125,000户被驱逐出北京。新文化运动代表人物、鲁迅胞弟周作人，曾与鲁迅一同居住在北京八道湾胡同，1966年8月周作人被红卫兵拉到八道湾家里院中树下，被鞭打棍抽，家也被查封，此后又被多次抄家、被洗劫一空，个人手稿以及鲁迅、陈独秀、胡适等人的通信被抄走。此后，81岁的周作人曾两次向当地派出所递交“呈文”，恳请恩准他服用安眠药进行“安乐死”，但无人会理，于1967年5月逝世。1969年，部分被抄物品运至北京鲁迅博物馆，文革结束后归还周家，而大多数物件则不知所踪。
还有统计，破四旧期间北京市共有11.4万多户被抄家，全国上下总共约有1000多万人家被抄。按周恩来的说法，上海“抄了十万户资本家”；其中上海川沙县五十多万人，七千八百多户人家被抄，上海奉贤县青村公社三百一十五户被抄，毁字画二百二十七幅，书刊六千余册。原上海首富、永安百货老板郭琳爽是上海“爱国资本家”的代表人物，届时正在香港为父亲庆祝九十大寿，接到上海市委统战部回沪参加文化大革命的电话通知，赶回后却被中学生抄了家。家中珍藏百余件名贵玉器被红卫兵砸毁无遗，郭氏夫妇在家门张贴署名大字报，表示“愿将本人家私全部献出”，但还是遭到多次批斗。

### 文物破壞

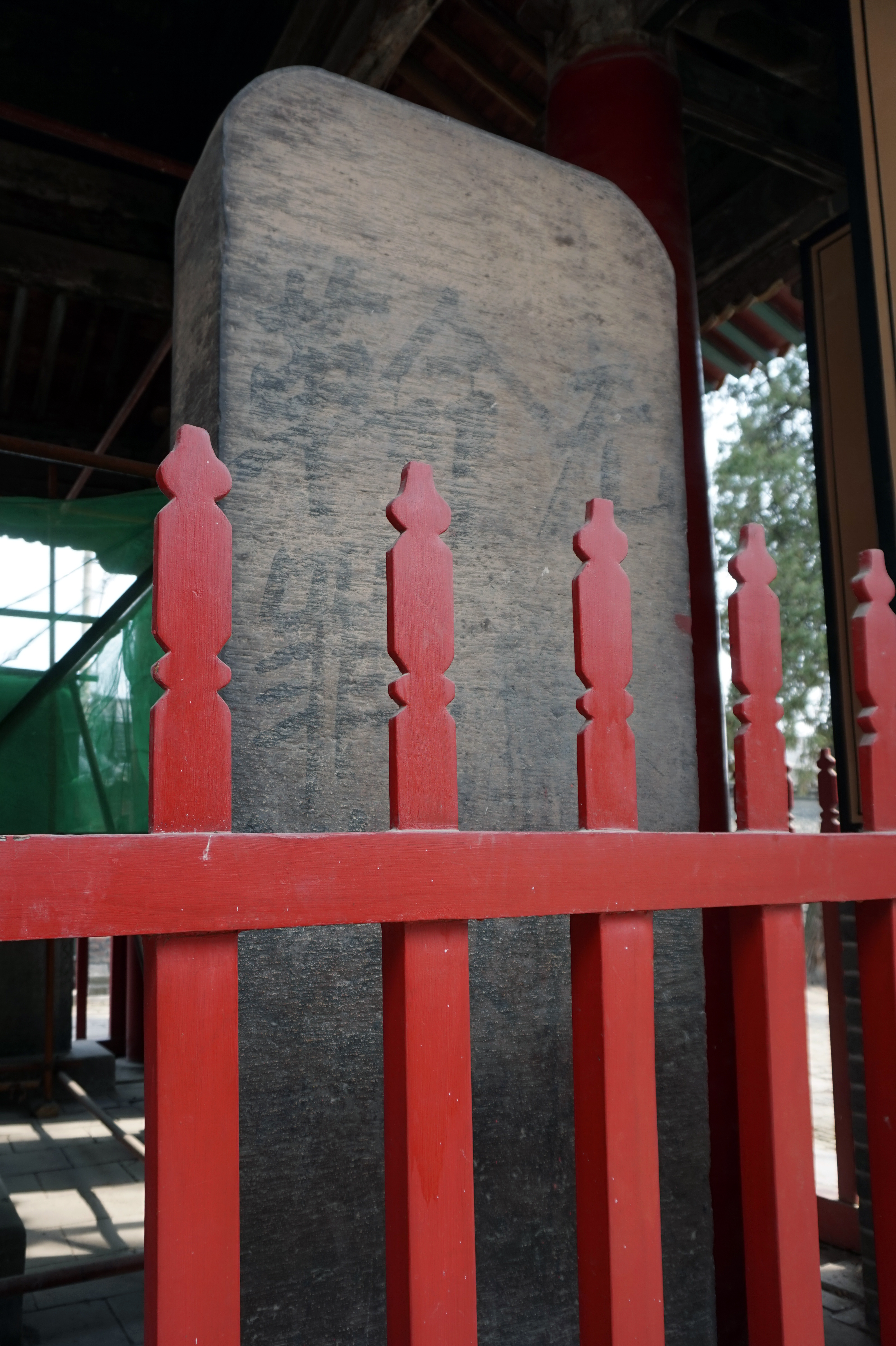
“破四旧”期间，曲阜孔庙一处石碑被写上“革命无罪”的标语

破四旧成为文物古迹的一次浩劫，至今受损古迹和文物都无法确切统计，大量名人墓地和故居、寺庙、教堂、清真寺等文化遗迹和宗教场所都遭到不同程度的损毁。仅北京市1958年第一次文物普查时记载保存下来的古迹6843处，“破四旧”中毁坏了4922处（占总数超7成）。1966年秋，北京红卫兵“五大领袖”之一的谭厚兰率领200余名红卫兵前往山东曲阜，与曲阜师范学院的红卫兵共同成立了“讨孔联络站”，严重损毁了孔庙、孔林和孔府，并召开了“彻底捣毁孔家店大会”的万人大会：据统计，从1966年11月9日至12月7日，共毁坏文物6000余件、烧毁古书2700余册、各种字画900多轴、历代石碑1000余座，其中包括国家一级文物70余件、珍版书籍1000多册，这场浩劫是 “破四旧”运动中损失最为惨重的。谭厚兰於1970年在內鬥中打倒被捕，文革結束後1978年以“反革命罪”被捕入狱。此外，据北京市文物管理处的文物工作人员事后写的揭发材料，林彪、叶群夫妇拿走文物字画1858件、图书5977册、唱片1083张等等，陈伯达拿走文物432件、字画127件、字帖301册、图书5355册等等，黄永胜、吴法宪、李作鹏、邱会作等人也拿走了大量文物字画等。
破坏对象包括：
- 族谱
- 祠堂
- 教堂
- 庙宇
- 清真寺
- 神像
- 名人坟墓
- 古代书籍，名人字画，传统工艺品，传统戏剧
- 金银珠宝，漂亮衣服，外国钞票

### 图集

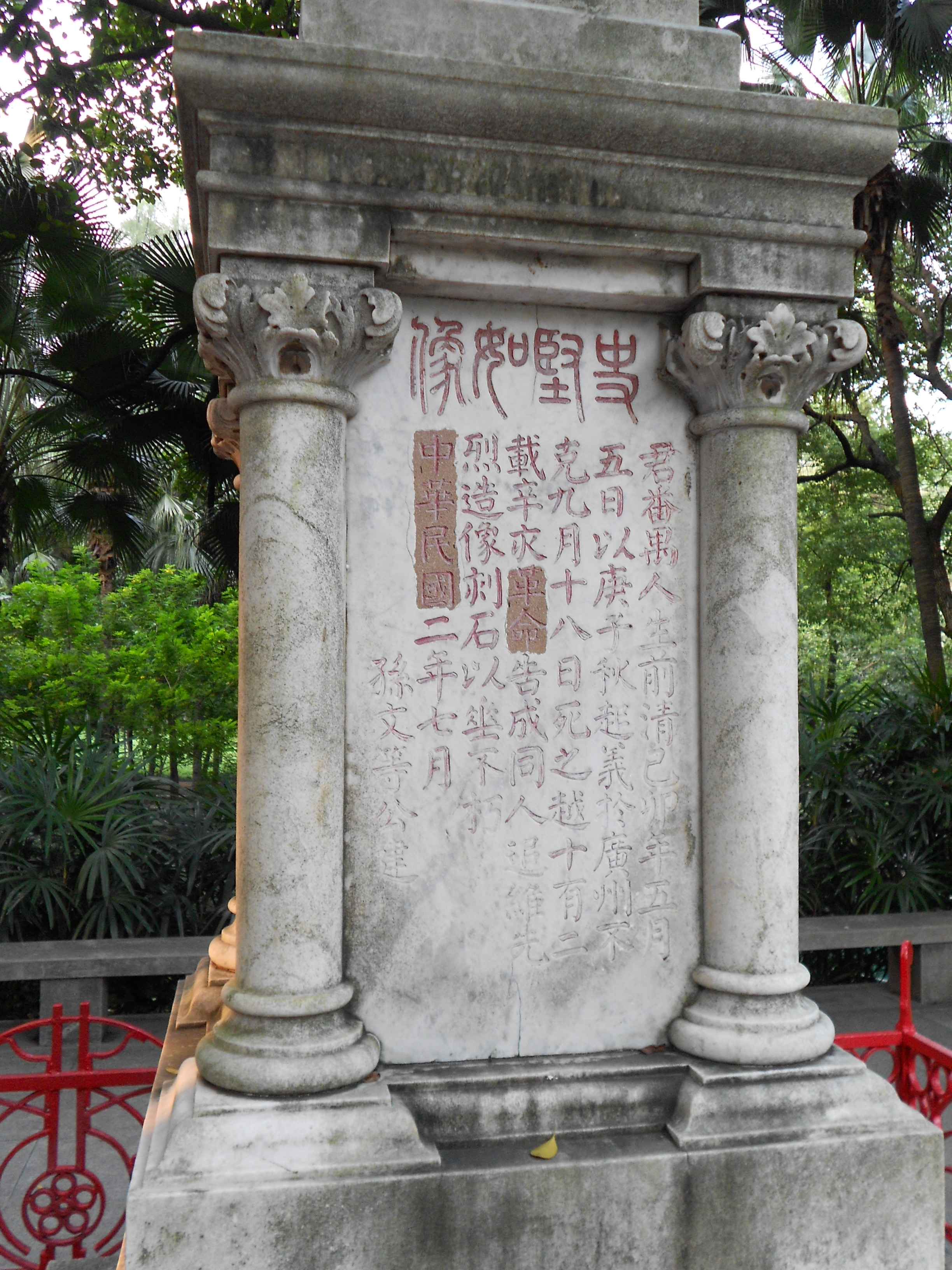
民國革命家史堅如墓雕像上的「中華民國」及「革命」被鏟去，多年後才被修補。
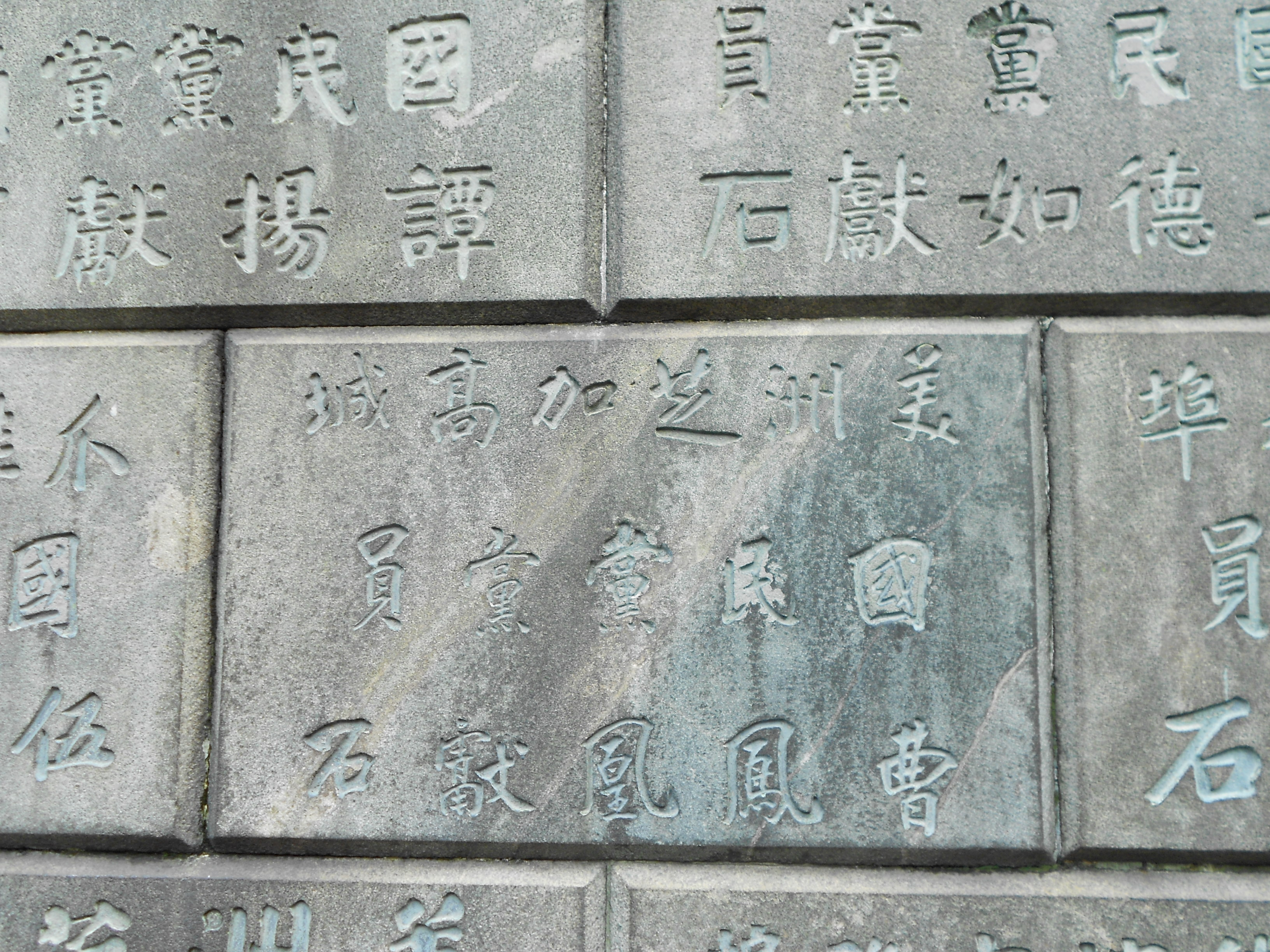
黃花崗七十二烈士墓中的中國國民黨黨員及海外支部獻石，「國民黨」三字均被鏟去，多年後才被修補。
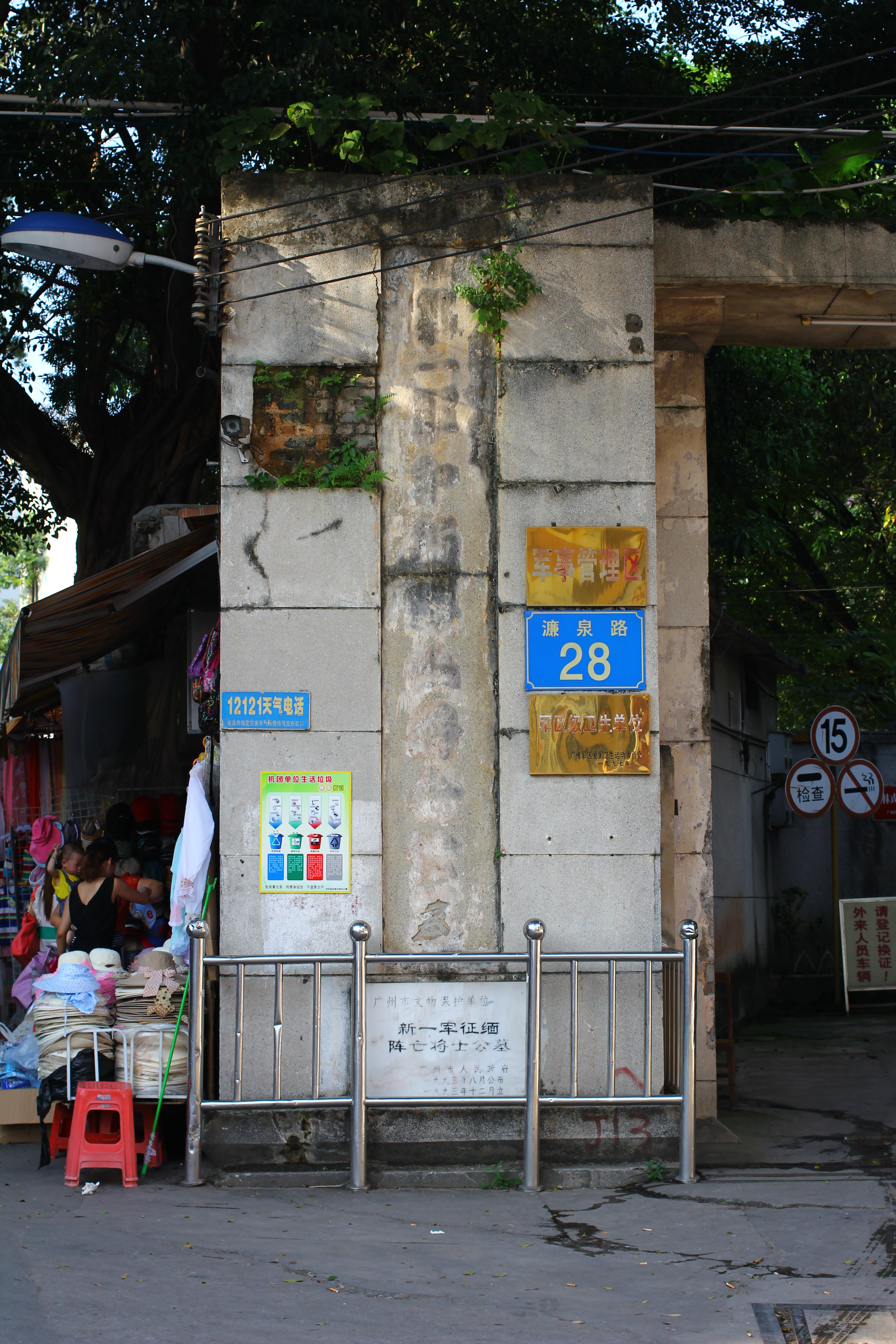
新一軍印緬陣亡將士公墓孫立人題寫的門牌，因破壞及沒有保養的緣故，現已幾乎不可辨認。
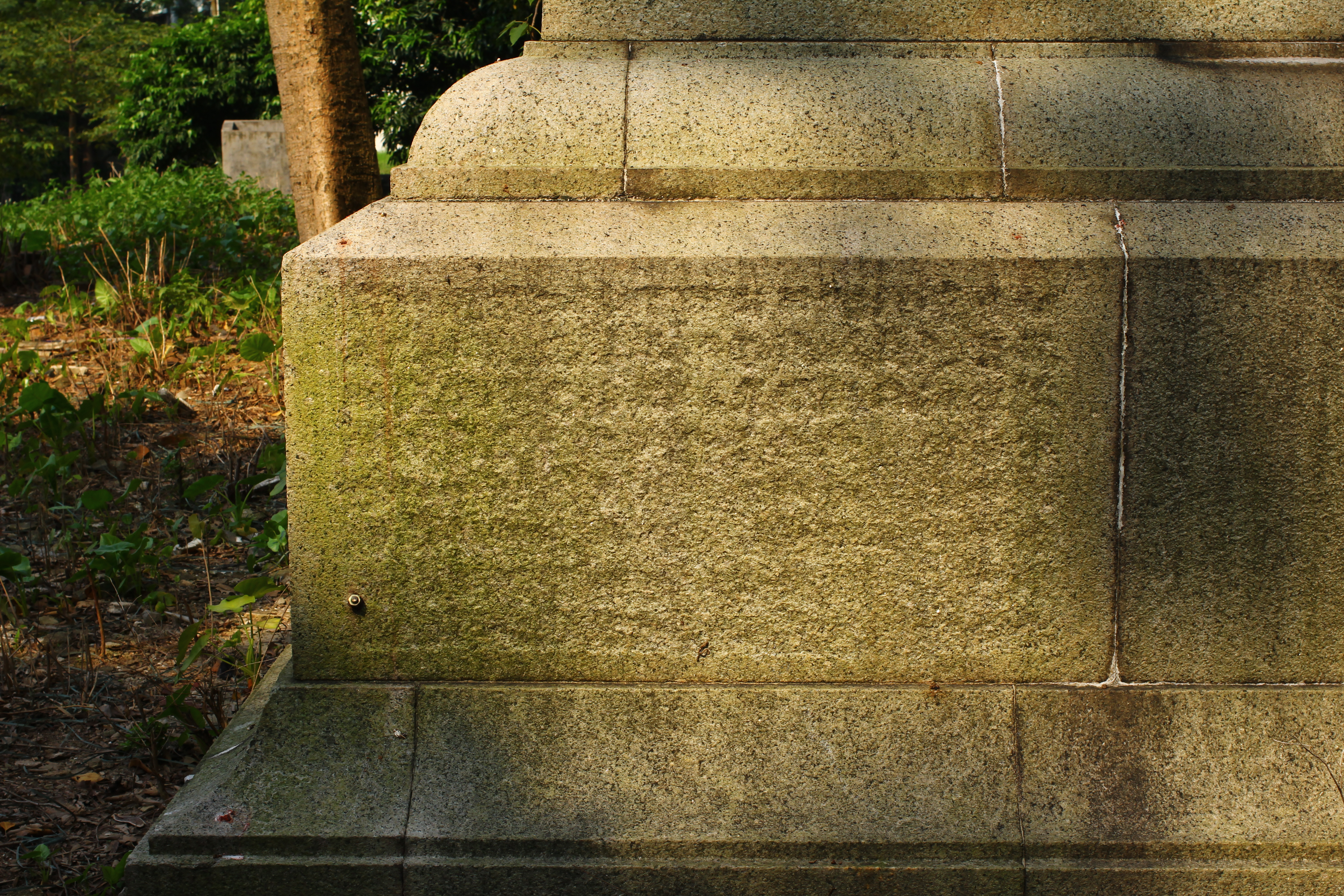
粵軍第一師諸先烈紀念碑基座左側被完全鑿除的碑文。
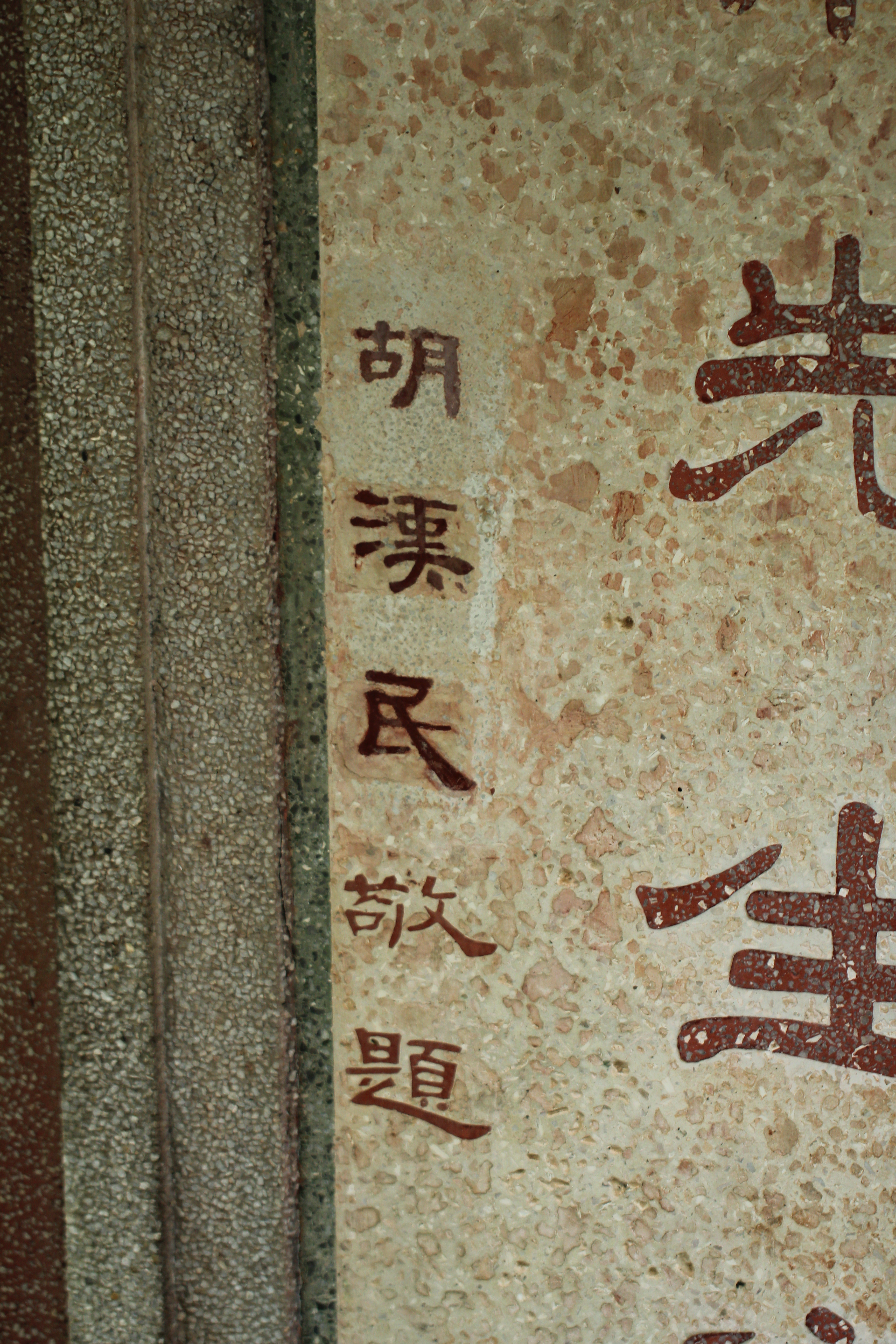
雷蔭棠墓碑的胡漢民題字修復處。

## 延伸阅读
- 席宣、金春明：《“文化大革命”简史》，中共党史出版社1996年版.
- “本报评论员”：《好得很》，1966年8月23日《人民日报》社论.
- 顾双雪、孟竞文：《把“四旧”打个落花流水》，《人民日报》1966年8月24日.
- 王年一：《大动乱的时代》，河南人民出版社1988年版.
- 林彪：《在庆祝无产阶级文化大革命群众大会上林彪同志的讲话》，《红旗》杂志1966年第11期.
- 高皋、严家其：《文化大革命十年史》，天津人民出版社，1986年第一版。
- 丁抒：几多文物付之一炬？一九六六年“破四旧”简记（组图） （页面存档备份，存于）
- 德兰：（页面存档备份，存于） [老照片]1966年8月起，红卫兵“打、砸、抢”！ （页面存档备份，存于）